# Vila Dalila
Vila Dalila é um bairro no distrito de Vila Matilde, na cidade de São Paulo.
As origens do bairro estão em terras compradas originalmente por imigrantes vindos da Itália, no início do século XX.
O bairro conta com uma escola de samba, Flor da Vila Dalila.

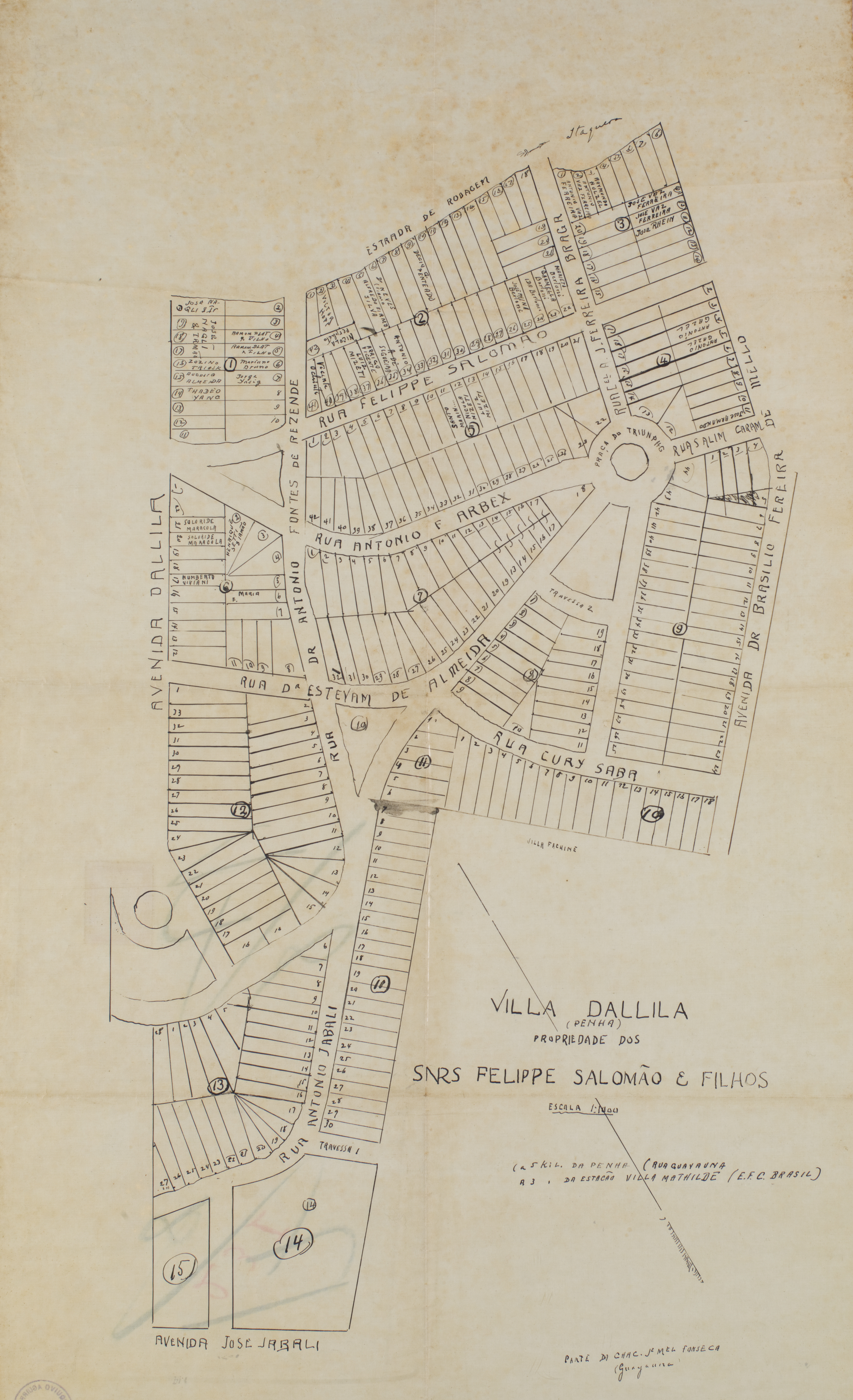
Planta da Villa Dallila